# جوليس وباي
جوليس وباي (بالإنجليزية: Julius Wobay)‏ (19 مايو 1984 بفريتاون في سيراليون - ) هو لاعب كرة قدم سيراليوني في مركز الوسط. شارك مع منتخب سيراليون لكرة القدم. أما مع النوادي، فقد لعب مع أريس ليماسول والنادي المصري ونادي أولمبيا ليوبليانا ونادي الشعب ونادي خزر لنكران ونادي نيفتشي باكو ونيا سلاميس فاماغوستا ويونيفرسيتاتيا كرايوفا وOnisilos Sotira ‏ وإيست إند ليونز.

## وصلات خارجية
- جوليس وباي على موقع الاتحاد الأوربي (الإنجليزية)
- جوليس وباي على موقع قاعدة بيانات كرة القدم.إي يو (الإنجليزية)
- جوليس وباي على موقع ناشيونال فوتبول تيمز (الإنجليزية)
- جوليس وباي على موقع Soccerway.com (الإنجليزية)
- جوليس وباي على موقع عالم كرة القدم.نت (الإنجليزية)